# Вашка (полигон)
Район падения «Вашка» — один из районов падения отделяющихся частей космических ракет-носителей, запускаемых с космодрома Плесецк. Расположен в Удорском районе республики Коми. Назван по протекающей по его территории реке Вашке.

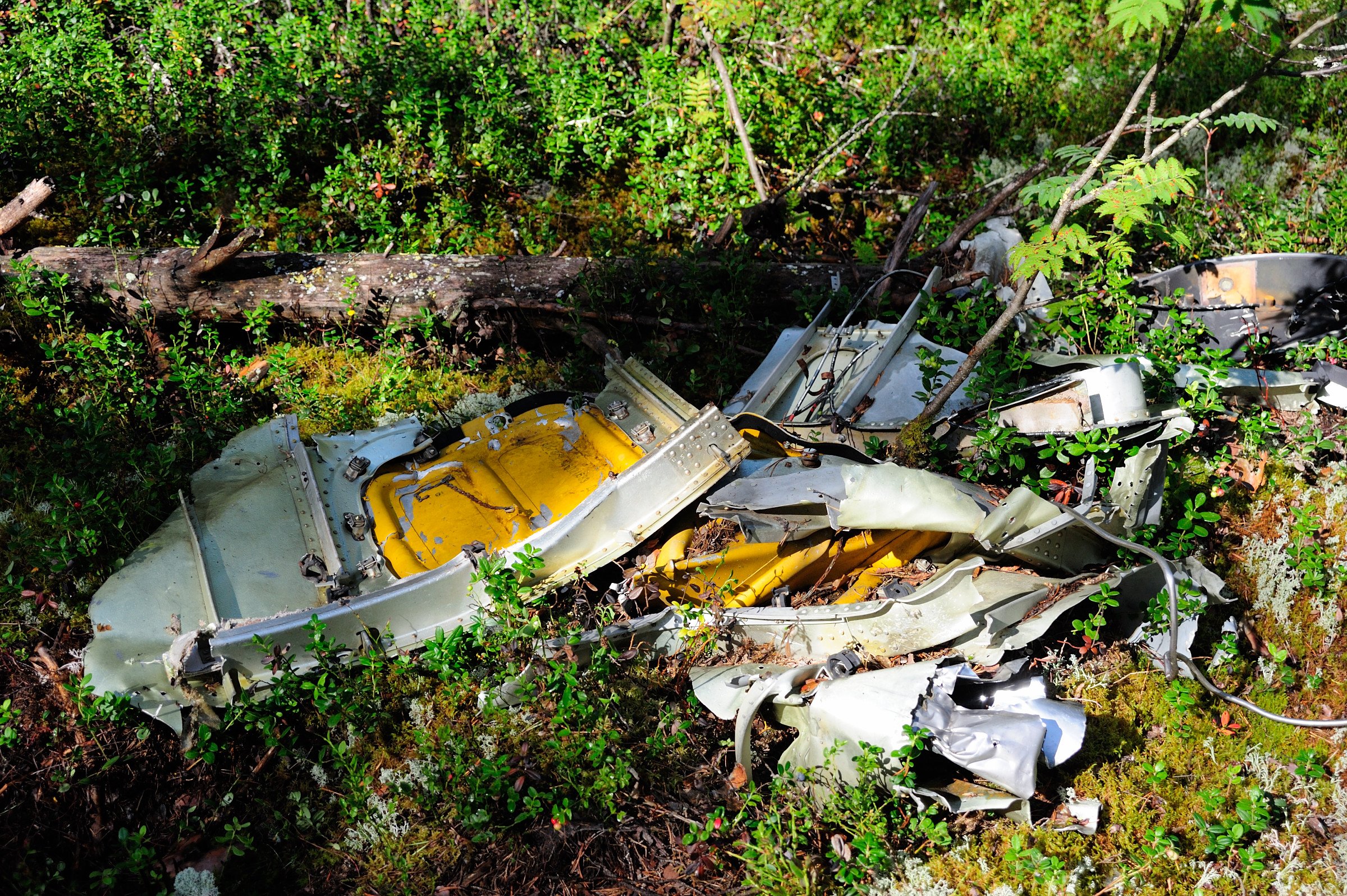
Фрагменты ракеты-носителя «Молния-М» (8К78М) в районе падения «Вашка»

Сбором упавших частей занимаются специализированные организации, однако и среди местных жителей это достаточно распространённый промысел.